# Coleophora striatipennella
Coleophora striatipennella é uma espécie de mariposa do gênero Coleophora pertencente à família Coleophoridae.